# Frontera entre Rússia i Polònia

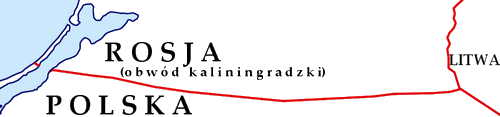
Frontera russo-polonesa

La frontera entre Rússia i Polònia és la frontera internacional entre la República de Polònia (membre de la Unió Europea) i l'enclavament de l'óblast de Kaliningrad, a la Federació russa (membre de la Comunitat d'Estats Independents). Actualment té 210 kilòmetres de llarg. La seva localització i grandària actuals es van decidir com a part de la postguerra de la Segona Guerra Mundial. En 2004 es va convertir en part de la frontera de la Unió Europea i la Comunitat d'Estats Independents.

## Història

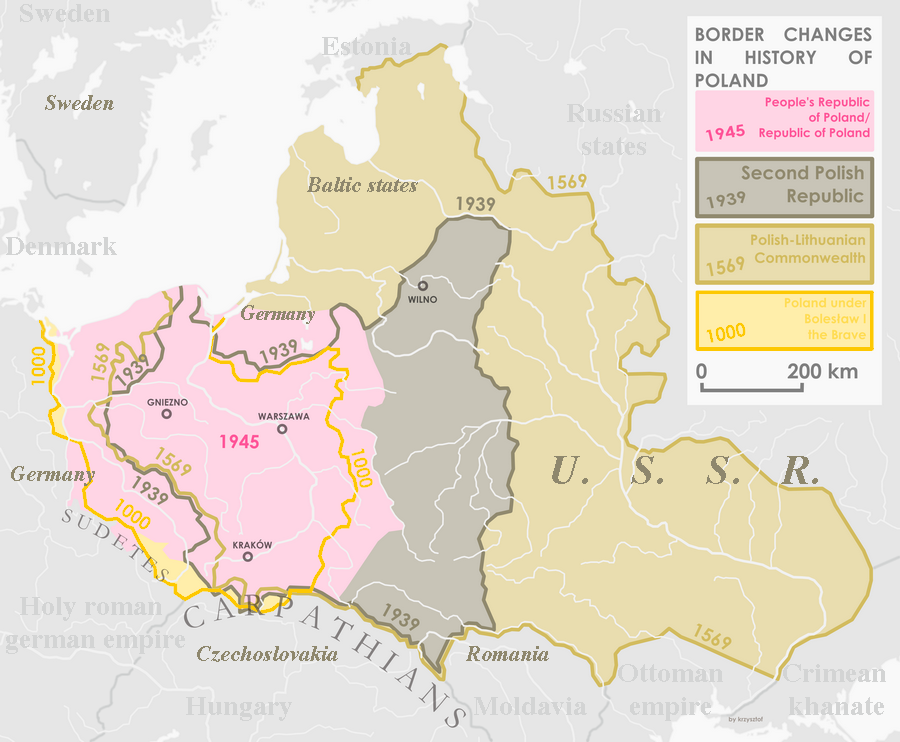
Principals canvis fronterers de la història de Polònia. Les fronteres orientals representen diverses fronteres i variants entre Polònia i Rússia.

La història de la frontera entre Polònia i Rússia es remunta a la història inicial d'ambdues nacions, amb un dels primers incidents notables, la intervenció del rei Boleslau I de Polònia en la crisi de successió de Kíev (1018). Després de la formació de la Confederació de Polònia i Lituània, la frontera oriental de Polònia, la major part d'ella amb el Tsarat Rus (més tard, l'Imperi Rus), s'estenia des del mar Bàltic al nord fins al mar Negre al sud. Durant el període del repartiment de Polònia que va canviar les fronteres russes a 480 kilòmetres a l'oest, diversos petits estats polonesos com el ducat de Varsòvia i el Polònia del Congrés van compartir frontera amb l'Imperi Rus. Després de la Primera Guerra Mundial, la nova Segona República Polonesa va compartir frontera amb la Unió Soviètica (URSS), modelada durant la Guerra poloneso-soviètica i va confirmar a la Pau de Riga en la línia Dzisna-Dokshytsy-Słucz-Korets-Ostroh-Zbrucz.Aquesta frontera era tenia una longitud de 874 kilòmetres. Després de la Segona Guerra Mundial, la nova frontera (vegeu canvis territorials de Polònia immediatament després de la Segona Guerra Mundial es va establir entre la República Popular de Polònia i la URSS. La nova frontera entre Polònia i la Unió Soviètica era inicialment de 1.321 kilòmetres i subjecte a una modificació menor en l'intercanvi territorial polonesosoviètic de 1951, que va reduir la longitud de la frontera a 1.244 kilòmetres.

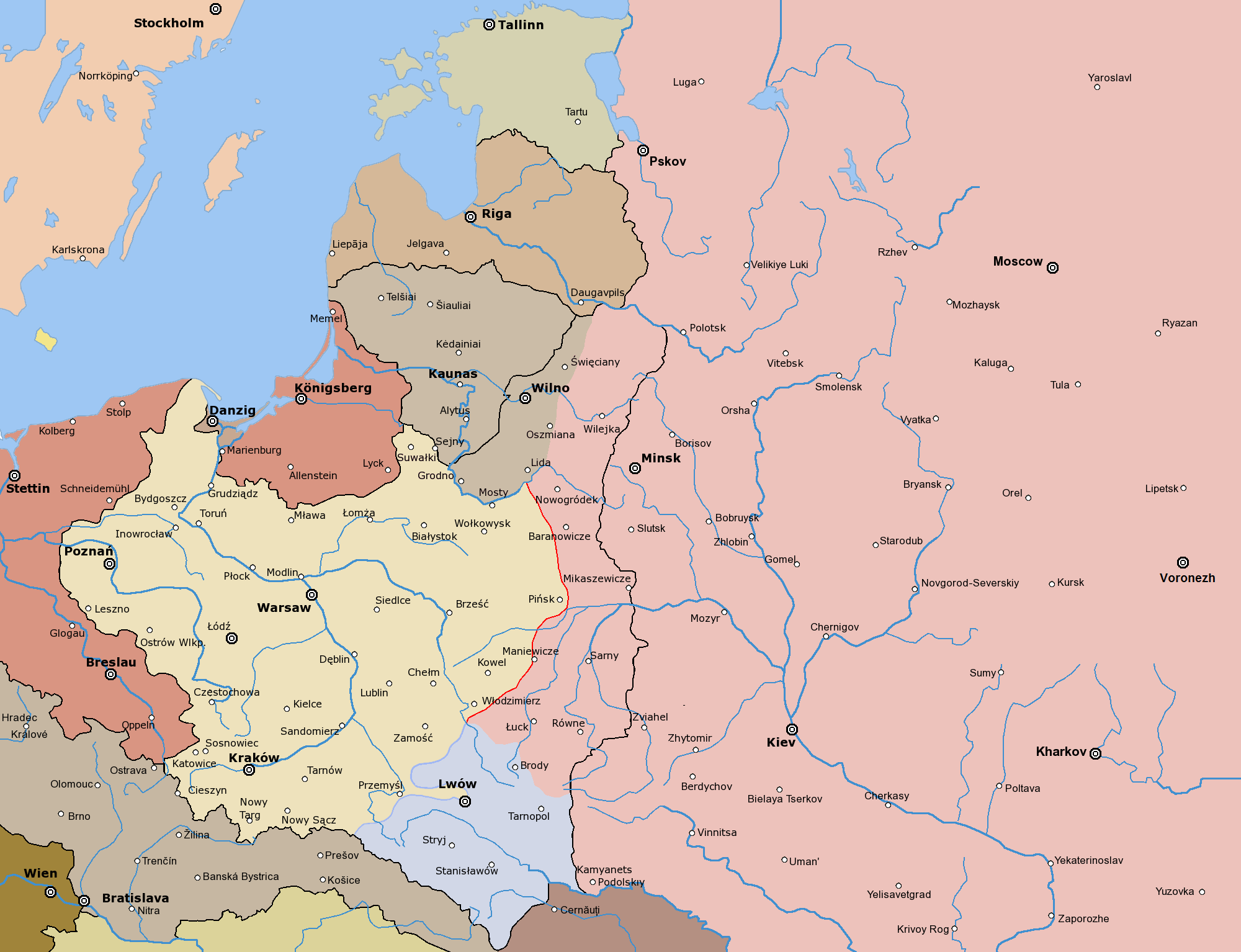
Polònia en març de 1919

Polònia i la URSS de 1921 a 1939

La línia Curzon i la frontera entre Polònia i l'URSS de 1945 a 1990

## Frontera moderna
La frontera moderna entre Polònia i Rússia està regulada per diversos documents legals, molts d'ells es remunten als temps de la República Popular de Polònia i de la Unió Soviètica, inclòs l'Acord fronterer entre Polònia i la URSS d'agost de 1945. Tot i que la línia fronterera real es va mantenir sense canvis després de la ruptura de la Unió Soviètica en diversos estats postsoviètics  va transformar la frontera entre la Unió Soviètica i Polònia en la frontera Polònia-Rússia,  Polònia-Lituània, Polònia-Belarús i Polònia-Ucraïna. La frontera entre Polònia i Rússia va ser confirmada en un tractat rus-polonès de 1992 (ratificat el 1993).
La frontera entre Polònia i Rússia és aquella entre Polònia i l'óblast de Kaliningrad a Rússia, que és un exclave sense connexió amb la resta de Rússia. La frontera té una longitud de 210 km. En la major part d'aquesta longitud, al costat polonès es troba el voivodat de Vàrmia i Masúria; l'extrem oriental es troba en el Voivodat de Podlàquia i el segment més occidental (al cordó del Vístula) al voivodat de Pomerània. 210 km són frontera terrestre i 22 km són frontera marítima.
La demarcació oficial de la frontera es va finalitzar el 5 de març de 1957, en els termes següents:
| « | Les parts contractants confirmen que la frontera estatal existent entre la Unió de Repúbliques Socialistes Soviètiques i la República Popular de Polònia en el sector adjacent al Mar Bàltic, tal com va establir la Conferència de Berlín el 1945, va des de la marca fronterera n. 1987, creada al trifini de la República Socialista Soviètica de Rússia (óblast de Kaliningrad, la República Socialista Soviètica de Lituània i la República Popular de Polònia en la demarcació de la frontera estatal sovièticopolonesa en 1946-1947, en una direcció general a l'oest de 0,5 quilòmetres al nord de la localitat habitada de Zytkiejmy, a 4 quilòmetres al nord de la localitat habitada de Gołdap, a 0.5 quilòmetres al sud de la localitat habitada de Krylovo, a 3 quilòmetres al sud de la localitat habitada de Zheleznodorozhny, a 2 quilòmetres al sud de la localitat habitada de Bagrationovsk, a 4 quilòmetres al sud de la localitat habitada de Mamonovo, a 7 quilòmetres al nord de la localitat habitada de Braniewo (abans Braunsberg) i d'allí a través del Kaliningradsky Zaliv (Zalew Wislany) i Baltiiskaya Kosa (Mierzeja Wislana) fins a un punt de la costa oest d'aquest es desvia a 3 quilòmetres al nord-est de la localitat habitada de Nowa Karczma (les distàncies entre les localitats habitats i la frontera són aproximades). | » |

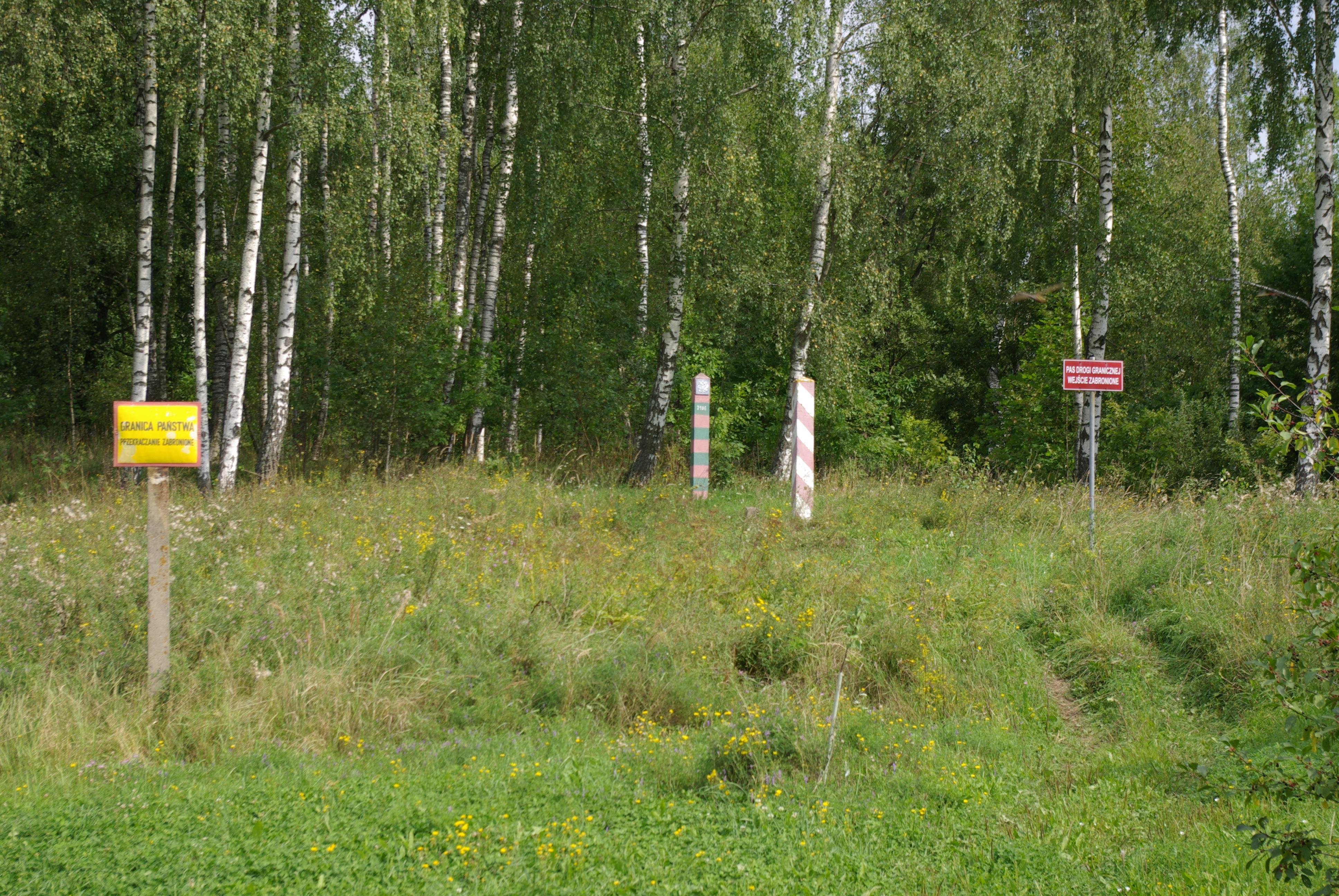
Marcadors i senyals d'advertència al llarg de la banda polonesa de la frontera

Quan Polònia es van unir a la Unió Europea el 2004, aquesta frontera es va convertir en una de les fronteres entre la Unió Europea i els països que no pertanyien a la UE. És una de les cinc fronteres que Rússia comparteix amb la UE (vegeu fronteres exteriors de la Unió Europea).
Pel 2008, hi havia tres passos per carretera (Gołdap-Gusev, Bezledy-Bagrationovsk i Gronowo-Mamonovo) i tres passos ferroviaris (Braniewo-Mamonovo, Skandawa-Zheleznodorozhny i Głomno-Bagrationovsk). El 2010, es va obrir la carretera més gran fins al punt Grzechotki-Mamonovo. S'estan construint més punts de control (Perły-Krylovo, Piaski-Baltiysk, Rapa-Ozyorsk), ja que els estàndards de la UE exigeixen que Polònia operi almenys set per a aquesta frontera.
En el primer trimestre de 2012, la frontera entre Polònia i Rússia va obtenir el menor trànsit fronerer. Polònia comparteix amb els països que no pertanyen a la Unió Europea (els altres són la frontera entre Polònia i Ucraïna i la frontera entre Polònia i Belarús). Per a aquest període, la majoria de les persones que travessen les fronteres ho feien amb la finalitat explícita de compres a curt termini (generalment un sol dia); aquest va ser el cas del 45% dels estrangers que van entrar a Polònia i el 87% dels polonesos que van entrar a Rússia. En comparació amb el trànsit d'altres fronteres polítiques no comunitàries, un percentatge molt més gran (22% estrangers i 7% polonesos) van creuar les fronteres amb el propòsit de turisme i  trànsit (16.5% estrangers).

### Àrea fronterera
Com que l'óblast de Kaliningrad és petita, homogènia i un enclavament a la Unió Europea, l'any 2011 se li va concedir l'estatut de zona fronterera elegible per a les normes de trànsit local fronterer. En reciprocitat, als següents districtes administratius polonesos (powiat) se'ls va concedir el mateix estatut:
- al voivodat de Pomerània: Puck, Gdynia, Sopot, Gdańsk ciutat i comtat, Nowy Dwór Gdański, Malbork
- al Voivodat de Vàrmia i Masúria: Elbląg ciutat i comtat, Braniewo, Lidzbark, Bartoszyce, Olsztyn ciutat i comtat, Kętrzyn, Mrągowo, Węgorzewo, Giżycko, Gołdap, Olecko.

El trànsit fronterer és molt elevat i s'està considerant obrir passos fronterers addicionals a partir de 2013.